# Ратайчицкий сельсовет
Рата́йчицкий се́льсовет — административная единица на территории Каменецкого района Брестской области Республики Беларусь. Административный центр — деревня Ратайчицы.

## Состав

— Населённые пункты Ратайчицкого сельсовета

Ратайчицкий сельсовет включает 13 населённых пунктов:
- Борщево — деревня.
- Выгнанка — деревня.
- Долбнево — деревня.
- Заречаны — деревня.
- Колония Кругель — деревня.
- Кругель — деревня.
- Кустичи — деревня.
- Минковичи — деревня.
- Муравчицы — деревня.
- Ратайчицы — деревня.
- Тростяница — деревня.
- Хотиново — деревня.
- Шестаково — деревня.

7 сентября 2006 года решением Брестского областного Совета депутатов исключены из состава сельсовета и включены в состав Видомлянского сельсовета населённые пункты Броневичи, Демянчицы, Млыны, Олешковичи.